# خانم‌ها وارد می‌شوند
خانم‌ها وارد می‌شوند (انگلیسی: Here Come the Girls) یک فیلم کمدی صامت کوتاه به کارگردانی فرد فیشبک است که در سال ۱۹۱۸ منتشر شد.

## بازیگران
- هارولد لوید
- اسناب پالرد
- ببه دنیلز
- ویلیام بلیسدل
- سمی بروکس
- لایج کانلی
- ویلیام گیلسپی
- باد جیمیسون
- گاس لئونارد
- جیمز پروت
- دوروثیا والبرت
- استل هَریسون